# Ahmed Adam (nuotatore)
Ahmed Adam (in arabo احمد آدم‎?; 24 agosto 1987) è un ex nuotatore sudanese, specializzato negli stile libero e rana.

## Biografia
Rappresentò il Sudan ai Giochi olimpici estivi di Pechino 2008, dove ottenne il 93º tempo nelle batterie dei 50 m stile libero e fu eliminato.